# Rita Moreno
Pour les articles homonymes, voir Moreno.
Rosa Dolores Alverío Marcano, dite Rita Moreno, est une actrice américaine d'origine portoricaine, née le 11 décembre 1931 à Humacao (Porto Rico).
Elle est surtout connue pour avoir joué dans les deux versions cinématographiques de la comédie musicale West Side Story (1961 puis 2021) tenant d'abord le rôle d'Anita avant de tenir celui de Valentina dans la seconde version dont elle est par ailleurs productrice déléguée.
C'est au théâtre que commence sa carrière, à la fin des années 1940, puis elle se poursuit essentiellement au cinéma et à la télévision depuis les années 1950.
Elle est l'une des rares personnalités à avoir obtenu un Emmy, un Grammy, un Oscar et un Tony, les quatre récompenses majeures remises aux États-Unis dans le domaine du divertissement culturel : elle remporte l'Oscar de la meilleure actrice dans un second rôle pour son interprétation d'Anita dans le film musical culte West Side Story, le Grammy Award du meilleur enregistrement pour enfants pour The Electric Company, le Tony Award du meilleur second rôle féminin pour The Ritz et deux Primetime Emmy Awards pour Le Muppet Show puis 200 dollars plus les frais.
Depuis, elle a joué un grand nombre de rôles en tant qu'invitée vedette à la télévision.
Entre 1997 et 2003, elle joue le rôle de Sœur Peter Marie Raimondo dans la série plébiscitée Oz. Entre 2011 et 2013, elle seconde Fran Drescher dans la sitcom Happily Divorced. Entre 2017 et 2019, elle est à l'affiche de la série Au fil des jours, basée sur la série éponyme de 1975.

## Théâtre
Sauf indication contraire ou complémentaire, les informations mentionnées dans cette section proviennent de la base de données IBDb.
- 1945 : Skydrift : Angelina
- 1964-1965 : The Sign in Sidney Brustein's Window : Iris Parodus Brustein
- 1969-1971 : Last of the Red Hot Lovers
- 1970 : Gantry : Sharon Falconer
- 1974 : The National Health : Nurse
- 1975-1976 : The Ritz : Googie Gomez
- 1981 : Wally's Cafe : Louise
- 1985-1986 : The Odd Couple : Olive Madison

## Filmographie

### Actrice

#### Cinéma

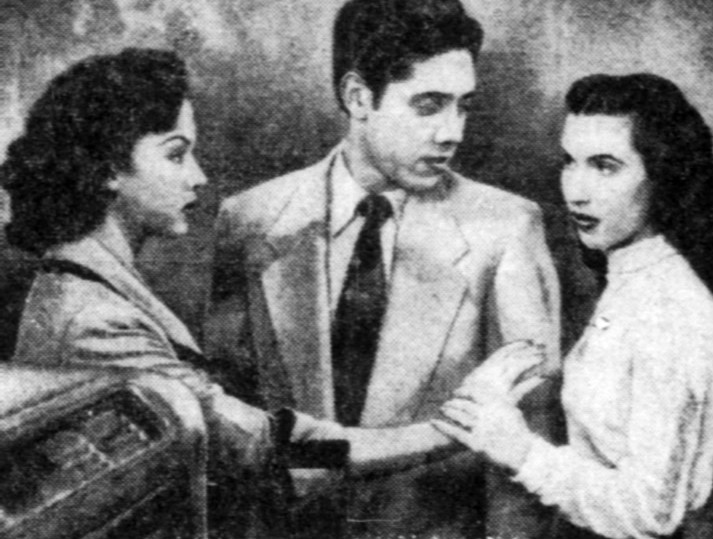
Photo promotionnelle du film The Ring, en 1952. De gauche à droite : Rita Moreno, Lalo Ríos et Lillian Molieri.

##### Années 1950
- 1950 : Les Dépravées (So Young So Bad) de Bernard Vorhaus : Dolores Guererro
- 1950 : Le Chant de la Louisiane (The Toast of New Orleans) de Norman Taurog : Tina
- 1950 : Chanson païenne (Pagan Love Song) de Robert Alton : Terru
- 1952 : The Ring de Kurt Neumann : Lucy Gomez
- 1952 : Chantons sous la pluie (Singin' in the Rain) de Stanley Donen et Gene Kelly : Zelda Zanders
- 1952 : The Fabulous Senorita de R.G. Springsteen : Manuela Rodríguez
- 1952 : Panique à l'Ouest (Cattle Town) de Noel M. Smith : Queli
- 1953 : Fort Vengeance de Lesley Selander : Bridget Fitzgibbon
- 1953 : Ma and Pa Kettle on Vacation de Charles Lamont : Soubrette
- 1953 : Lune de miel au Brésil (Latin Lovers) de Mervyn LeRoy : Christina
- 1953 : El Alaméin de Fred F. Sears : Jara
- 1954 : L'Appel de l'or (Jivaro) d'Edward Ludwig : Maroa
- 1954 : La Hache sanglante (The Yellow Tomahawk) de Lesley Selander : Honey Bear
- 1954 : Le Jardin du diable (Garden of Evil) d'Henry Hathaway : Singer
- 1955 : Tant que soufflera la tempête (Untamed) d'Henry King : Julia
- 1955 : Le Secret des sept cités (Seven Cities of Gold) de Robert D. Webb : Ula
- 1956 : The Lieutenant Wore Skirts de Frank Tashlin : Sandra Roberts
- 1956 : Le Roi et moi (The King and I) de Walter Lang : Tuptim
- 1956 : Le Roi des vagabonds de Michael Curtiz : Huguette
- 1957 : The Deerslayer (en) de Kurt Neumann : Hetty Hutter

##### Années 1960 et 1970

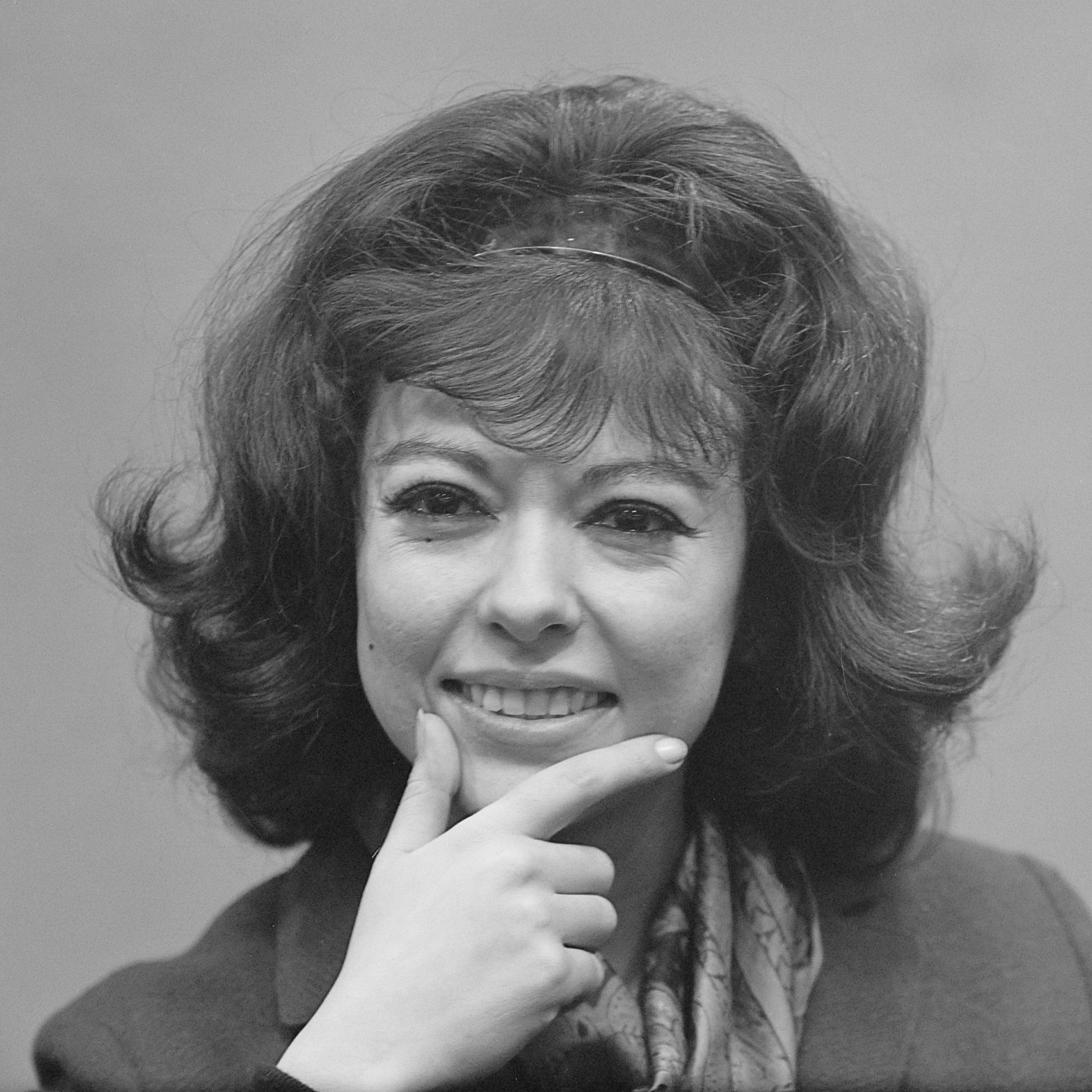
En 1963.

- 1960 : This Rebel Breed (en) de Richard L. Bare et William Rowland : Lola
- 1961 : West Side Story de Jerome Robbins et Robert Wise : Anita
- 1961 : Été et Fumées (Summer and Smoke) de Peter Glenville : Rosa Zacharias
- 1962 : La vallée de la colère de George Montgomery : Woman Convict
- 1963 : Cry of Battle (Une fille dans la bataille) d'Irving Lerner : Sisa
- 1968 : La Nuit du lendemain (The Night of the Following Day) d'Hubert Cornfield : Vi
- 1969 : Popi d'Arthur Hiller : Lupe
- 1969 : La Valse des truands (Marlowe) de Paul Bogart : Dolores Gonzáles
- 1971 : Ce plaisir qu'on dit charnel (Carnal Knowledge) de Mike Nichols : Louise
- 1976 : The Ritz de Richard Lester : Googie Gomez
- 1978 : The Boss' Son de Bobby Roth : Esther

##### Années 1980 et 1990
- 1980 : Happy Birthday, Gemini de Richard Benner : Lucille Pompi
- 1981 : Les Quatre Saisons (The Four Seasons), d'Alan Alda : Claudia Zimmer
- 1991 : Age Isn't Everything de Douglas Katz : Rita
- 1993 : Italian Movie de Roberto Monticello : Isabella
- 1994 : I Like It Like That de Darnell Martin : Rosaria Linares
- 1995 : Angus de Patrick Read Johnson : Madame Rulenska
- 1995 : Carmen Miranda: Bananas is my Business : (documentaire)
- 1998 : Les Taudis de Beverly Hills (Slums of Beverly Hills) de Tamara Jenkins : Belle Abromowitz
- 1999 : Carlo's Wake de Mike Valerio : Angela Torello

##### Depuis les années 2000

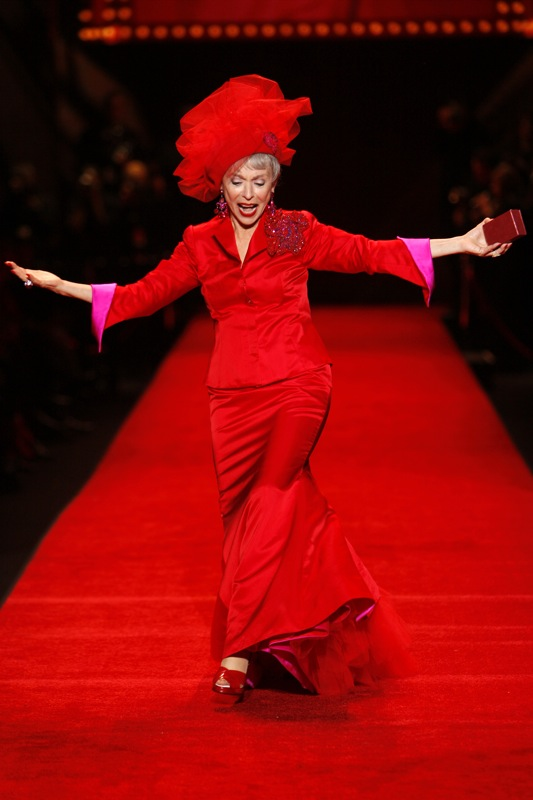
Au défilé The Heart Truth Fashion Show en 2008.

- 2000 : Blue Moon de John A. Gallagher : Maggie
- 2001 : Piñero de Leon Ichaso : Miguel's Mother
- 2003 : Casa de los babys de John Sayles : Señora Muñoz
- 2003 : Scooby Doo et le monstre du Mexique (Scooby-Doo and the Monster of Mexico) de Scott Jeralds : Doña Dolores / une femme (voix)
- 2004 : King of the Corner de Peter Riegert : Inez
- 2006 : Play It by Ear de Lauren Flick : Ruth
- 2014 : Rio 2 de Carlos Saldanha : Mimi (voix)
- 2014 : Six Dance Lessons in Six Weeks d'Arthur Allan Seidelman : Ida Barksdale
- 2016 : Remember Me de Steve Goldbloom : Nanna
- 2017 : Torch de Christopher Coppola : Tante Francine
- 2021 : West Side Story de Steven Spielberg : Valentina
- 2023 : Tom Brady à tout prix (80 for Brady) de Kyle Marvin : Maura
- 2023 : Fast and Furious 10 de Louis Leterrier : la grand-mère de Dom, Mia et Jakob
- 2023 : Family Switch de McG : Angelica

#### Télévision

##### Téléfilms
- 1974 : Dominic's Dream de Garry Marshall : Anita Bente
- 1979 : Anatomy of a Seduction de Steven Hilliard Stern : Nina
- 1981 : Evita Peron de Marvin J. Chomsky : Renata Riguel
- 1982 : Portrait of a Showgirl de Steven Hilliard Stern : Rosella DeLeon
- 1995 : The Wharf Rat de Jimmy Huston : Mom
- 1998 : Une voleuse de charme (The Spree) de Tommy Lee Wallace : Irma Kelly
- 1999 : Resurrection de Stephen Gyllenhaal : Mimi
- 1999 : The Rockford Files: If It Bleeds... It Leads de Stuart Margolin : Rita Kapkovic
- 2003 : Cœur à prendre (Open House) d'Arvin Brown : Lydia Fitch
- 2004 : Copshop d'Anita W. Addison et Joe Cacaci : Mary Alice
- 2006 : Lolo's Cafe de Guy Vasilovich : Lucretia (voix)
- 2013 : Nicky Deuce de Jonathan A. Rosenbaum : Tutti
- 2015 : A Gift of Miracles de Neill Fearnley : Beverly

##### Séries télévisées
- 1952 : Fireside Theatre : Maria (2 épisodes)
- 1952 : China Smith : Mariaman (1 épisode)
- 1952 : Shlitz Playhouse of Stars : Lit-lit (1 épisode)
- 1953 - 1958 : General Electric Theater : Princess Michal (2 épisodes)
- 1954 : The Ford Television Theatre : Serene Crane (1 épisode)
- 1956 : The 20th Century-Fox Hour : Sonseeahray (1 épisode)
- 1956 - 1958 : Climax! : Francesca / Denise Cardoza / Maria / Irene (4 épisodes)
- 1958 : The Red Skelton Show : Senorita Delores (1 épisode)
- 1958 : Father Knows Best : Chanthini (1 épisode)
- 1959 : Tales of Wells Fargo : Lola Montez (1 épisode)
- 1959 : Trackdown : Tina (1 épisode)
- 1959 : Zane Grey Theater : Linda (1 épisode)
- 1959 : The Millionaire : Alicia Osante (1 épisode)
- 1959 : Cimarron City : Elena Maria Obregon de Vega (1 épisode)
- 1960 : Playhouse 90 : Rita (1 épisode)
- 1960 : Bourbon Street Beat : Manuela Ruiz (1 épisode)
- 1960 : Richard Diamond, Private Detective : Maria Ferrari (1 épisode)
- 1960 : Zorro : Chulita (2 épisodes)
- 1961 : Michael Shayne : Myra (1 épisode)
- 1961 : Aventures dans les îles : Inez Sanders (1 épisode)
- 1963 : L'Homme à la Rolls : Margaret Cowls (1 épisode)
- 1965 : Seaway : Annabelle (1 épisode)
- 1965 : The Trials of O'Brien : Caressa (1 épisode)
- 1967 : Match contre la vie : Anita (1 épisode)
- 1971-1977 : The Electric Company : Carmela / la directrice / Pandora (780 épisodes)
- 1973 : Hec Ramsey : Lina Ramirez (1 épisode)
- 1974 : Médecins d'aujourd'hui : Lydia (1 épisode)
- 1977 : Lanigan's Rabbi : Millie Hillman (1 épisode)
- 1977 : Westside Medical : Leonor Carbajal (1 épisode)
- 1978-1979 : 200 dollars plus les frais : Rita Capkovic (3 épisodes)
- 1981 : Trapper John, M.D. : Liz Boyce (1 épisode)
- 1982-1983 : 9 to 5 : Violet Newstead (33 épisodes)
- 1983 : La Croisière s'amuse (The Love Boat) : Gladys Gordon (2 épisodes)
- 1987 : Cosby Show : Mrs. Granger (1 épisode)
- 1987 : Les craquantes : Renee Corliss (1 épisode)
- 1987-1990 : 1, rue Sésame : Teresa / Woman Can Be (2 épisodes)
- 1989 : Deux flics à Miami (Miami Vice) : Madelyn Woods (1 épisode)
- 1989-1990 : Un privé nommé Stryker : Kimberly Baskin (6 épisodes)
- 1991 : Top of the Heap (en) : Alixandra Stone (6 épisodes)
- 1994 : Une nounou d'enfer : Mrs. Wickervich Stone (1 épisode)
- 1994 : The Larry Sanders Show : elle-même (1 épisode)
- 1994 : Capitaine Planète : Ella Salvator (voix, 1 épisode)
- 1994-1995 : The Cosby Mysteries : Angie Corea (16 épisodes)
- 1994-1999 : Mais où se cache Carmen Sandiego ? (Where on Earth is Carmen Sandiego?) : Carmen Sandiego (voix, 39 épisodes)
- 1995 : L'Homme à la Rolls : Jackie Lodge (1 épisode)
- 1995 : Women of the House : elle-même (1 épisode)
- 1995 : Le Bus magique : Dr. Carmina Skeledon (voix, 1 épisode)
- 1997 : Murphy Brown : Dr. Nancy Goldman (1 épisode)
- 1997 : Les anges du bonheur : Amanda Revere (1 épisode)
- 1997-2003 : Oz : Sœur Peter Marie Reimondo (55 épisodes)
- 2003 : La Vie avant tout : Lydia (1 épisode)
- 2003 : Le Protecteur : Caroline Novack (3 épisodes)
- 2003 : FBI: Opérations secrètes : Danielle Isabella (1 épisode)
- 2005 : New York, unité spéciale : Mildred Quintana (saison 6, épisode 20)
- 2005 : New York, cour de justice : Mildred Quintana (saison 1, épisode 11)
- 2005 : Wanted : Mrs. Kelly (1 épisode)
- 2006-2007 : New York, section criminelle : Frances Goren (3 épisodes)
- 2007 : Une famille du tonnerre : Luisa Diaz (1 épisode)
- 2007 : Ugly Betty : Tante Mirta (1 épisode)
- 2007 : Cane : Amalia Duque (13 épisodes)
- 2010 : US Marshals : Protection de témoins : Rita Ramirez (1 épisode)
- 2011 : Agent Spécial Oso : Abuela (1 épisode)
- 2011-2013 : Happily Divorced : Dori Newman (34 épisodes)
- 2013 : Welcome to the Family : Lita (1 épisode)
- 2015 : Getting One : Sœur Lily Claire (1 épisode)
- 2015-2016 : Jane the Virgin : Missis de la Vega (4 épisodes)
- 2016 : Grey's Anatomy : Gayle McColl (1 épisode)
- 2016 : Grace et Frankie : Lucy Chambers (1 épisode)
- 2015 : Nina's World : Abuelita (voix, 78 épisodes)
- 2017-2020 : Au fil des jours : Lydia Riera (rôle principal - 46 épisodes)
- 2018 : Elena d'Avalor : La Reine Camila (voix, 1 épisode)
- 2019 : Carmen Sandiego : Cookie Booker (voix, 1 épisode)
- 2020 : Ted Lasso : Cheryl Barnaby (caméo non crédité, 1 épisode)

### Productrice
- 2021 : West Side Story de Steven Spielberg - productrice déléguée

## Distinctions

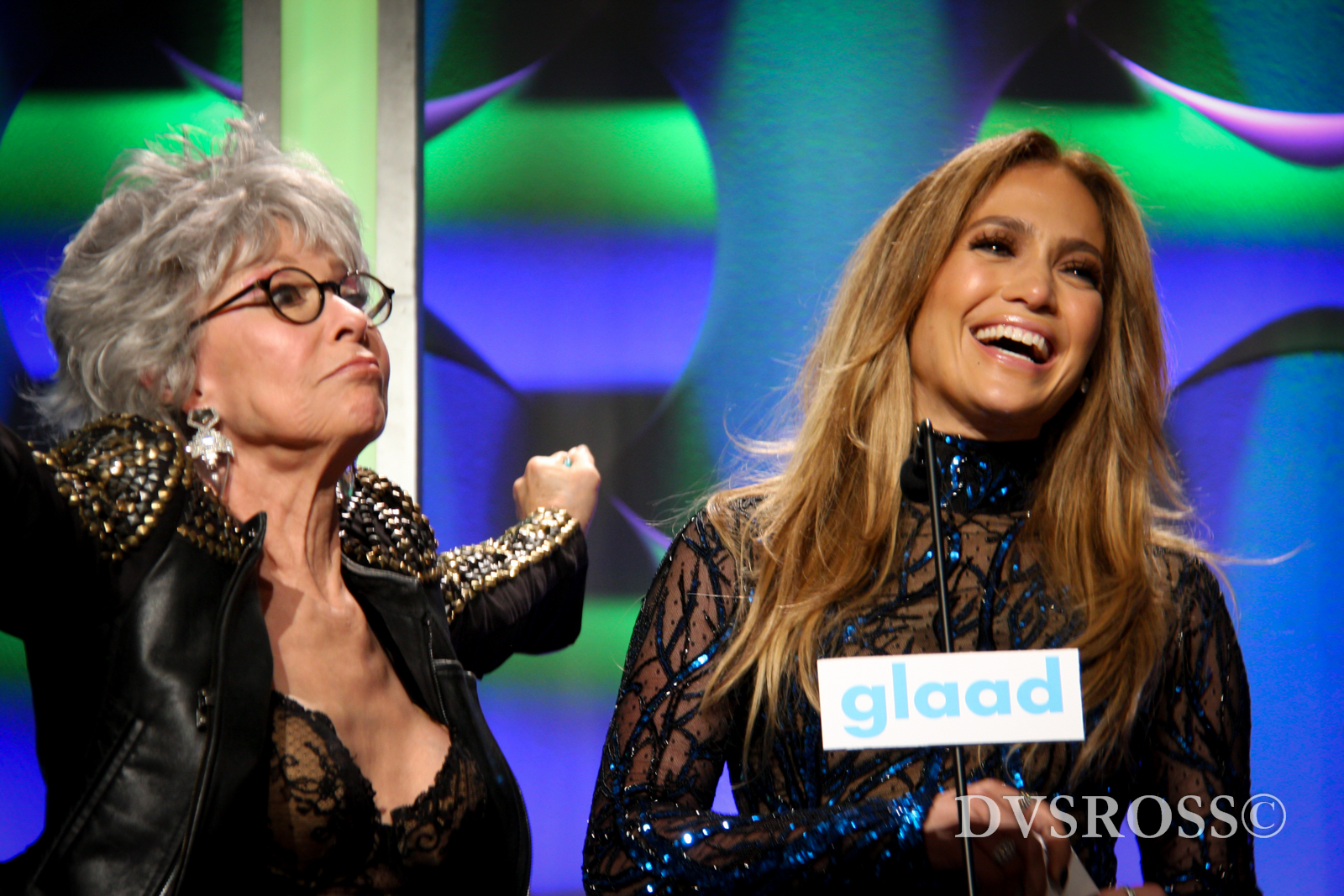
Avec Jennifer Lopez lors des GLAAD Media Awards 2014.

Sauf indication contraire ou complémentaire, les informations mentionnées dans cette section proviennent des bases de données IMDb et IBDb.

### Récompenses
- Oscars 1962 : meilleure actrice dans un second rôle pour West Side Story
- Golden Globes 1962 : meilleure actrice dans un second rôle pour West Side Story
- Laurel Awards 1962 : meilleure actrice dans un second rôle pour West Side Story
- Grammy Awards 1973 : meilleur enregistrement pour enfants pour The Electric Company (partagé avec Bill Cosby)
- Tony Awards 1975 : Tony Award du meilleur second rôle féminin dans une pièce pour The Ritz
- Primetime Emmy Awards 1977 : meilleure second rôle féminin dans un rôle récurrent ou invité dans un programme musical ou de variété pour Le Muppet Show
- Primetime Emmy Awards 1978 : meilleure actrice invitée dans un rôle principal dans une série télévisée dramatique ou comique pour The Rockford Files
- Golden Globes 1983 : meilleure actrice dans une série télévisée musicale ou comique pour 9 to 5
- Retirement Research Foundation 1994 : Special Achievement Award
- New York Women in Film & Television 1996 : Muse Award
- Nosotros Golden Eagle Awards 1997 : Lifetime Achievement Award
- CableACE Awards 1997 : meilleure actrice dans une série télévisée dramatique pour Oz
- ALMA Awards 1998 :
  - Lifetime Achievement Award
  - meilleure actrice dans une série télévisée dramatique pour Oz
- ALMA Awards 2000 : meilleure actrice dans une série télévisée dramatique pour Oz
- Wine Country Film Festival 2000 : Lifetime Achievement Award
- ALMA Awards 2002 : meilleure actrice de série télé pour Oz
- California Independent Film Festival 2005 : Lifetime Achievement Award
- Los Angeles Latino International Film Festival 2004 : Lifetime Achievement Award
- Screen Actors Guild Awards 2014 : Screen Actors Guild Life Achievement Awards
- Television Critics Association Awards 2018 : Career Achievement Award
- Gracie Allen Awards 2018 : Lifetime Achievement Award

### Nominations
- Grammy Awards 1962 : album de l'année pour West Side Story
- Drama Desk Awards 1975 : meilleure actrice dans une pièce pour The Ritz
- Primetime Emmy Awards 1975 : meilleure second rôle féminin dans un rôle récurrent ou invité dans un programme musical ou de variété pour Out to Lunch
- BAFTA Awards 1977 : meilleure actrice pour The Ritz
- Drama Desk Awards 1977 : meilleure actrice dans un second rôle dans une pièce pour She Loves Me
- Golden Globes 1977 : meilleure actrice dans un film musical ou une comédie pour The Ritz
- Primetime Emmy Awards 1979 : meilleure actrice dans une série télévisée dramatique pour 200 dollars plus les frais
- Daytime Emmy Awards 1982 : meilleure interprétation dans un programme pour enfant dans CBS Library
- Primetime Emmy Awards 1982 : meilleure actrice dans une mini-série ou un téléfilm pour Portrait of a Showgirl
- Golden Globes 1983 : meilleure actrice dans une série télévisée musicale ou comique pour 9 to 5
- Primetime Emmy Awards 1983 : meilleure actrice dans une série télévisée comique pour 9 to 5
- Daytime Emmy Awards 1995 : meilleure interprétation dans un programme animé pour Mais où se cache Carmen Sandiego ?
- Daytime Emmy Awards 1996 : meilleure interprétation dans un programme animé pour Mais où se cache Carmen Sandiego ?
- Daytime Emmy Awards 1997 : meilleure interprétation dans un programme animé pour Mais où se cache Carmen Sandiego ?
- ALMA Awards 1999 : meilleure actrice pour Les Taudis de Beverly Hills
- NAACP Image Awards 1999 : meilleure actrice dans une série télévisée dramatique pour Oz
- Satellite Awards 1999 : meilleure actrice dans une série télévisée dramatique pour Oz
- ALMA Awards 2000 : meilleure actrice dans une série télévisée dramatique pour Oz
- NAACP Image Awards 2000 : meilleure actrice dans une série télévisée dramatique pour Oz
- ALMA Awards 2001 : meilleure actrice dans une série télévisée dramatique pour Oz
- NAACP Image Awards 2003 : meilleure actrice dans un second rôle dans une série télévisée dramatique pour Oz
- Imagen Awards 2012 : meilleure actrice de télévision pour Happily Divorced
- Gold Derby Awards 2017 : meilleure actrice dans un second rôle dans une série télévisée comique pour Au fil des jours
- Imagen Awards 2017 : meilleure actrice de télévision dans un second rôle pour Au fil des jours
- IGN Summer Movie Awards 2017 : meilleure performance comique à la télévision pour Au fil des jours
- Critics' Choice Television Awards 2018 : meilleure actrice dans un second rôle dans une série télévisée comique pour Au fil des jours
- Imagen Awards 2018 : meilleure actrice de télévision dans un second rôle pour Au fil des jours

### Honneurs
- Depuis 1995, elle possède sa propre étoile sur le célèbre Walk of Fame (Hollywood).
- Doctorat honoris causa de musique, remis le 7 mai 2016 par le Berklee College of Music[3].

## Voix françaises
| - Marie-Martine dans : - New York, section criminelle (série télévisée) - US Marshals : Protection de témoins (série télévisée) - Nicky Deuce (téléfilm) - Des miracles en cadeau (téléfilm) - Jane the Virgin (série télévisée) - Grey's Anatomy (série télévisée) - Georges le petit curieux : Cap vers l'aventure (en) (voix) - Family Switch - Tom Brady à tout prix (en) - Évelyn Séléna dans (les séries télévisées) : - Oz - New York, unité spéciale - New York, cour de justice - Ugly Betty - Cathy Cerdà dans : - Au fil des jours (série télévisée) - West Side Story - Le Dragon de mon père (voix) - Michèle Bardollet dans : - West Side Story - Une voleuse de charme (téléfilm) | - Brigitte Virtudes dans : - Agent Spécial Oso (voix) - Le Monde de Nina (en) (voix) - Marion Game (*1938 - 2023) dans (les séries télévisées) : - Une nounou d'enfer - Cane : La Vendetta - Frédérique Cantrel dans : - Maison à louer pour cœur à prendre (téléfilm) - Fast and Furious 10 Et aussi - Estelle Gérard dans Le Roi des vagabonds - Nicole Favart dans La Nuit du lendemain - Julia Dancourt dans La Valse des truands - Monique Thierry (*1940 - 2021) dans Comment se débarrasser de son patron (série télévisée) - Michèle Buzynski dans Tales from the Hollywood Hills: Closed Set (téléfilm) - Véronique Augereau dans Mais où se cache Carmen Sandiego ? (voix) - Catherine Davenier dans Rio 2 (voix) |